# Mir (bateau)
Pour les articles homonymes, voir Mir.
Le Mir (« paix » ou « monde » en russe) est un voilier de type trois-mâts carré en acier battant pavillon russe. Son port d'attache est Saint-Pétersbourg. Il est l'un des plus longs voiliers du monde.

## Histoire
Construit en 1987, au chantier naval Lénine de Gdańsk en Pologne, il est un des sister-ships du Dar Młodzieży. Il est propriété de l'Académie nationale maritime russe comme navire-école.
Les autres sont (l'Ukrainien Druzhba, les Russes Pallada, Nadejda et Khersones.
Le Mir participe à de nombreuses courses du Tall Ships' Races.
Il a été le vainqueur de la course Grand Regatta Columbus de 1992 pour la célébration de la découverte de l'Amérique en 1492 par Christophe Colomb.

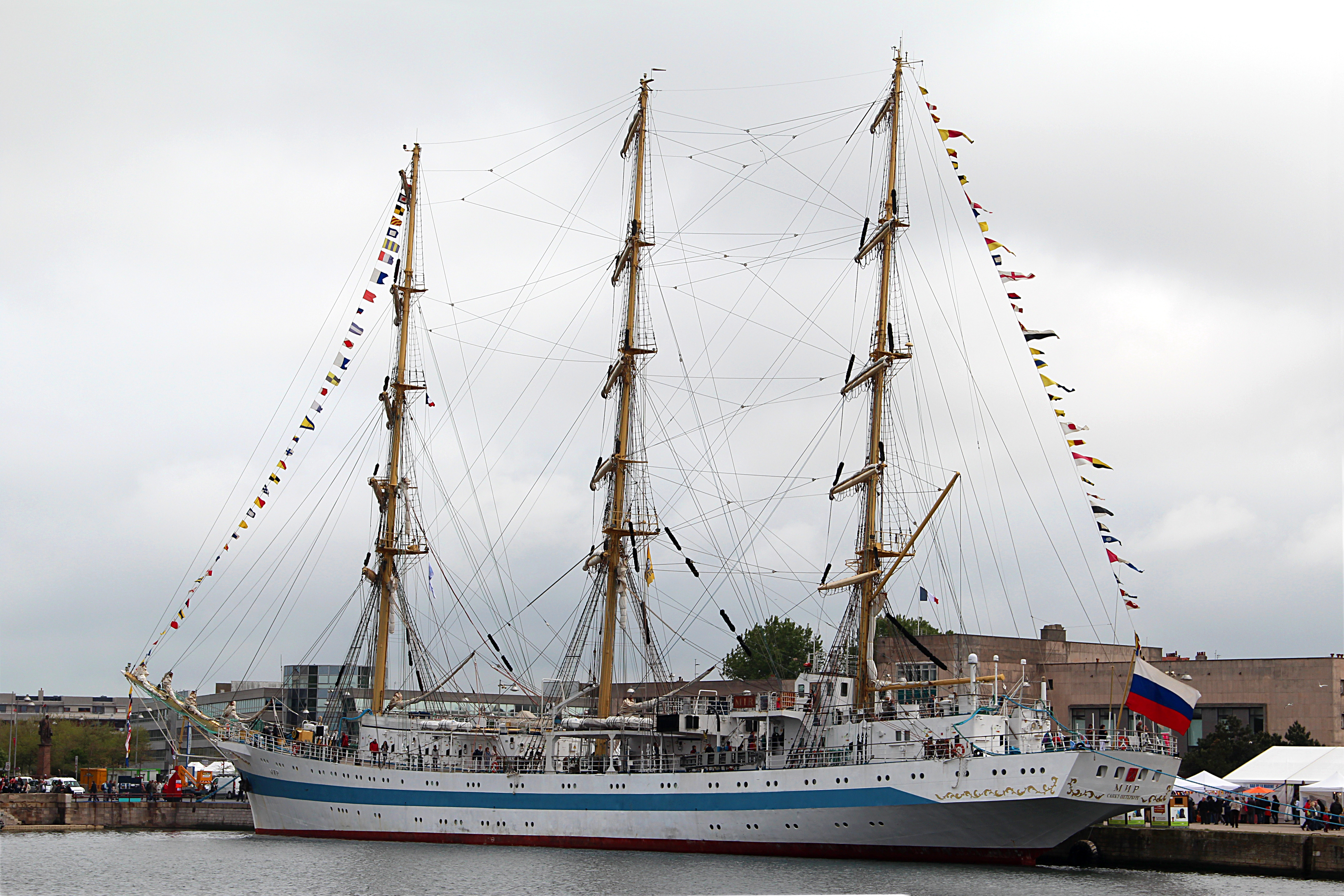
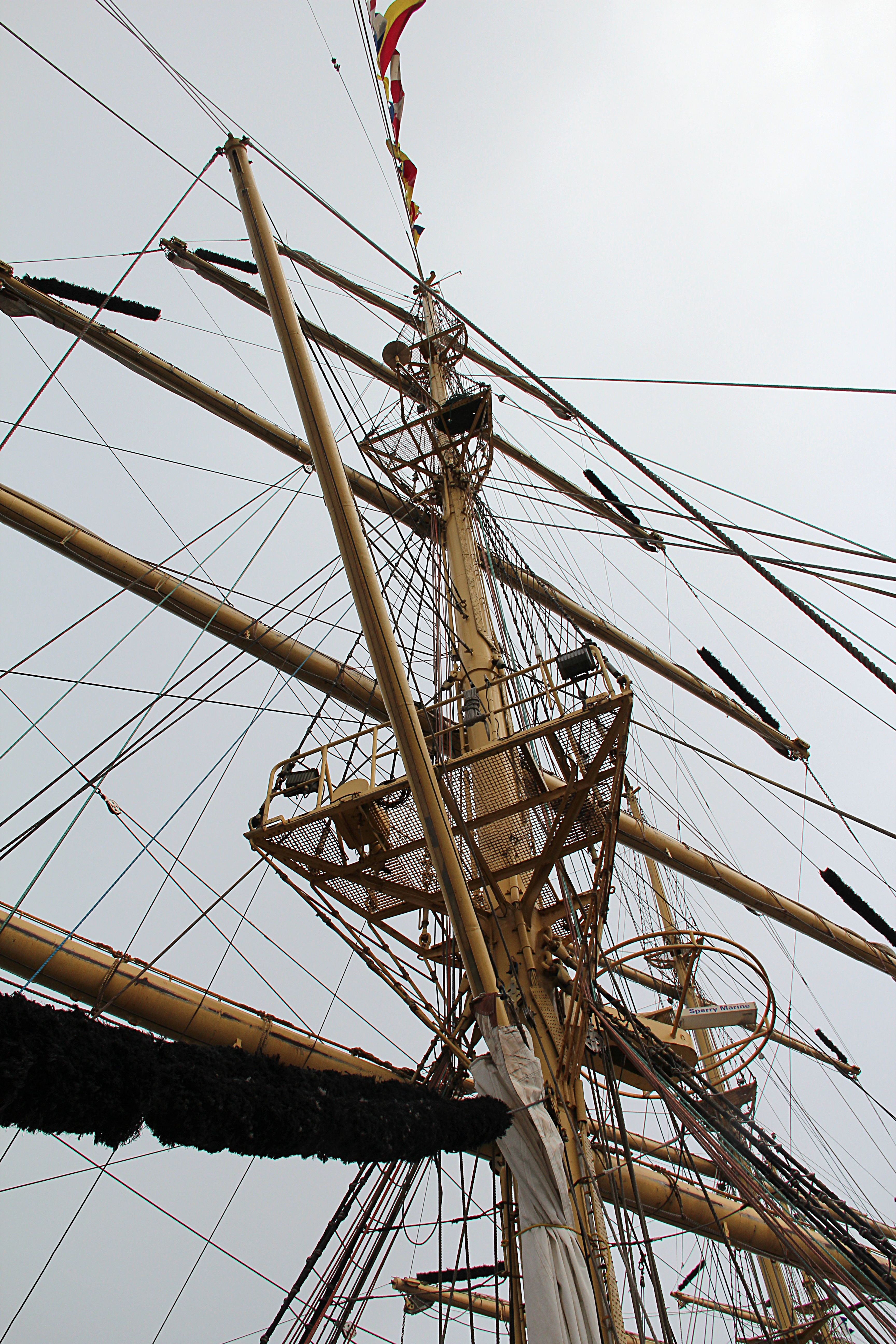
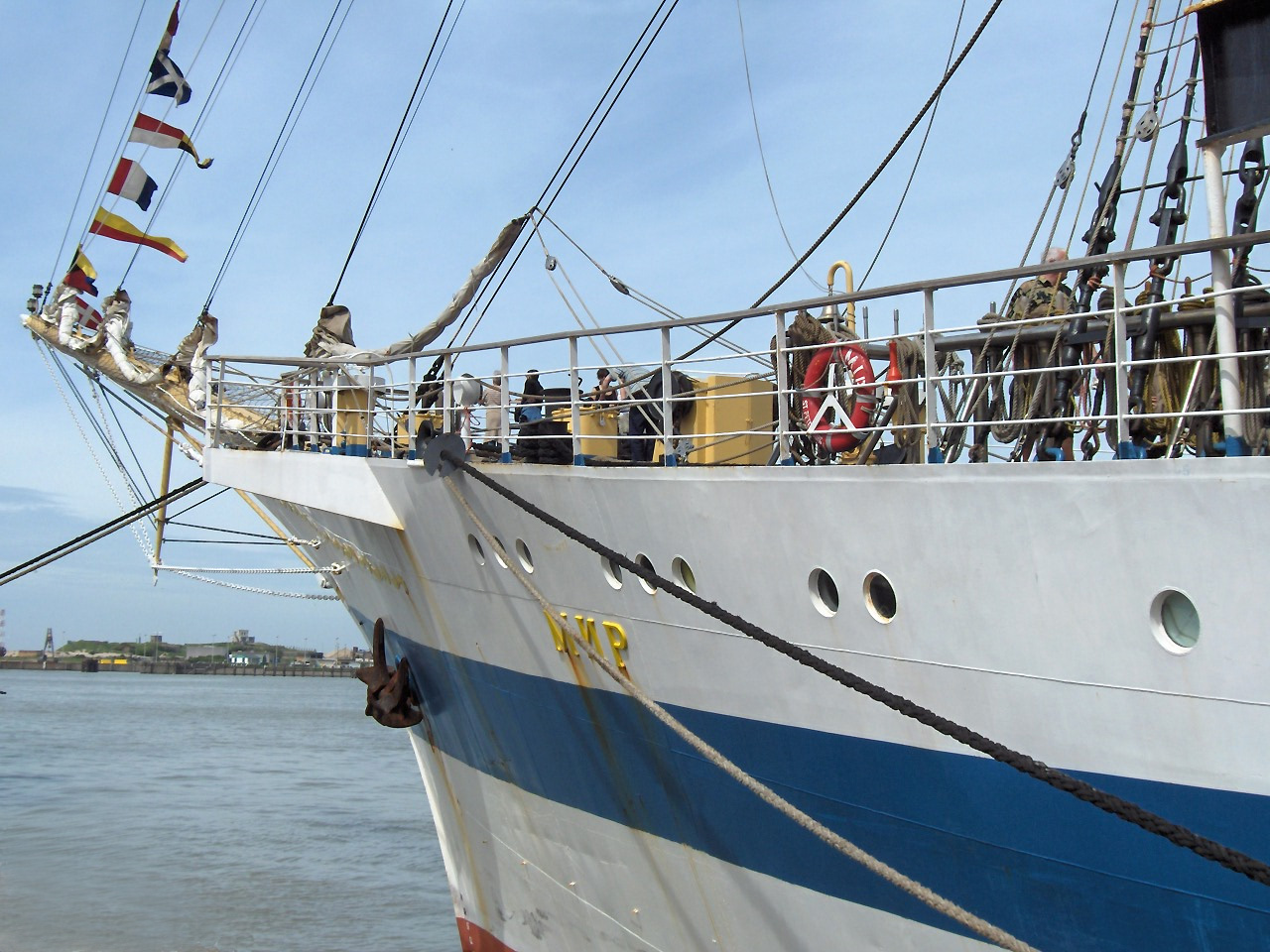
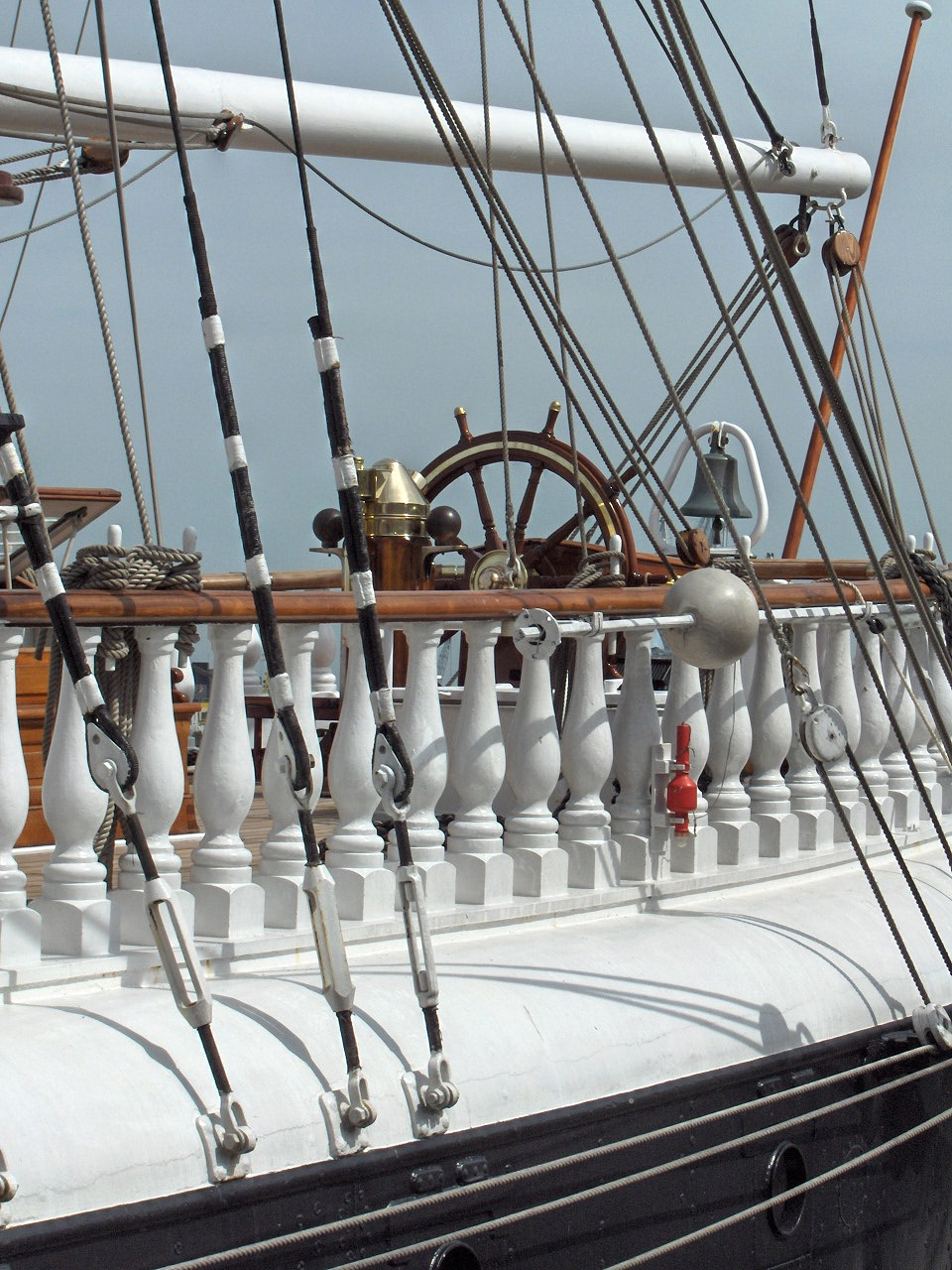
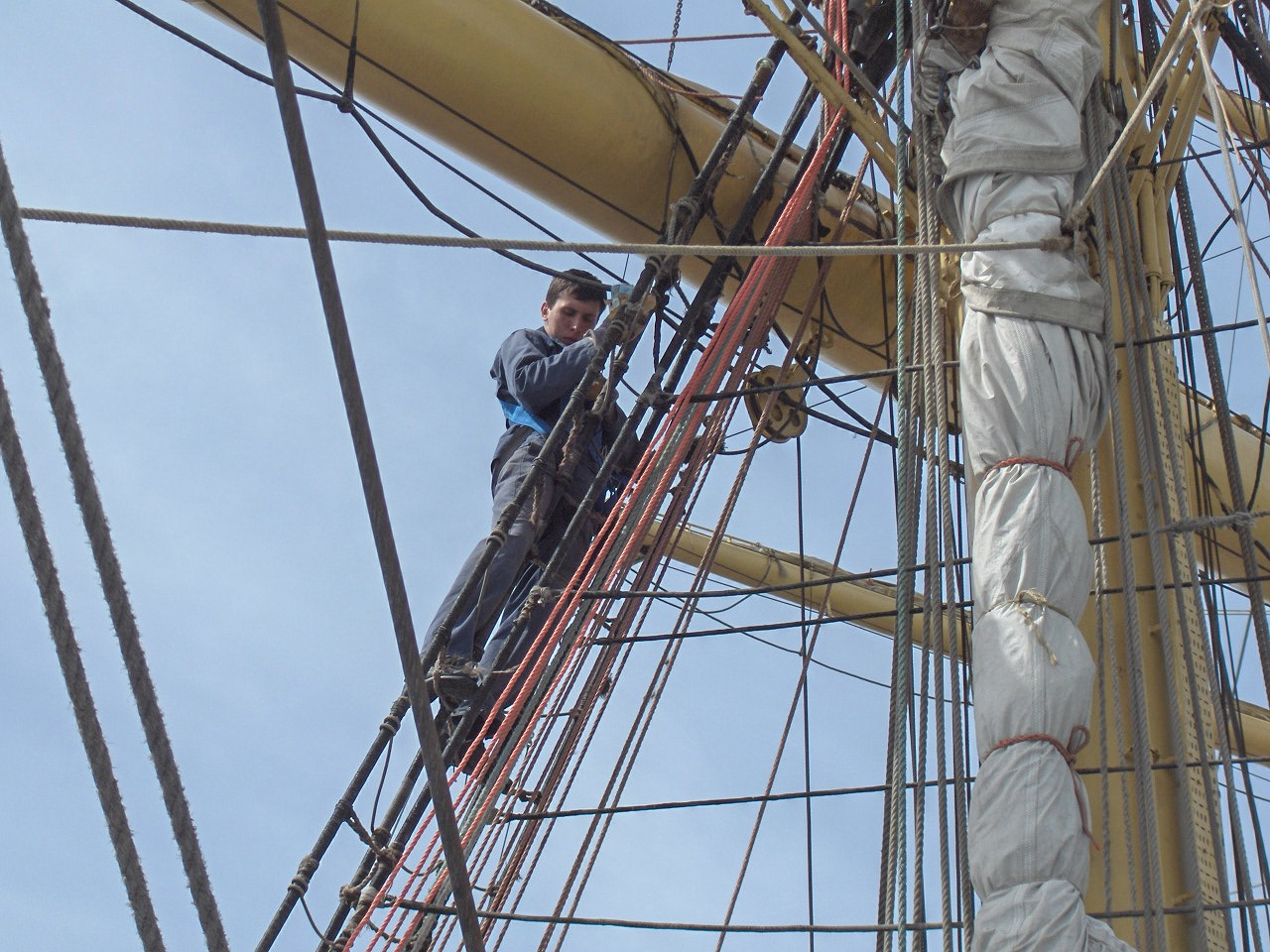
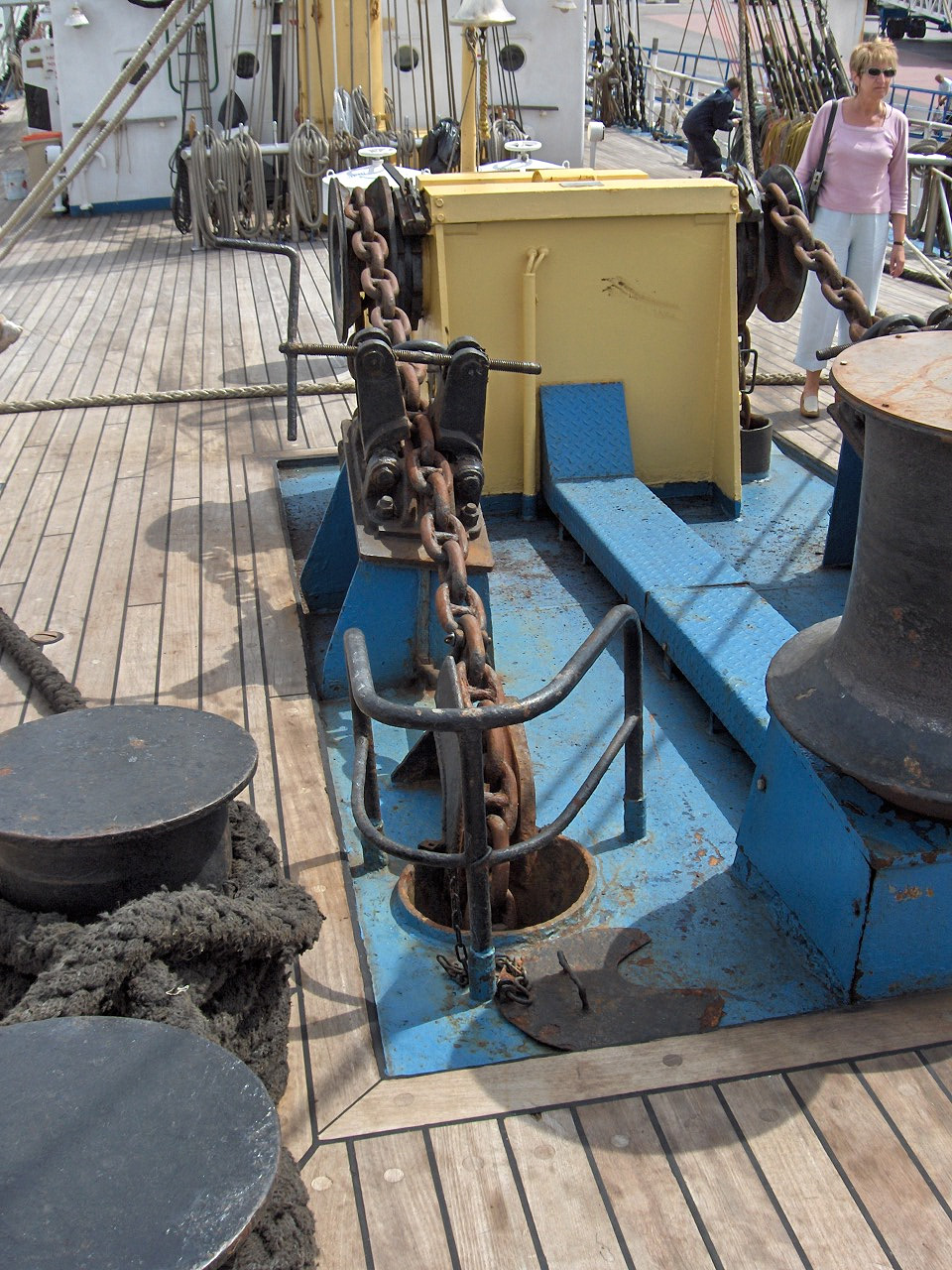
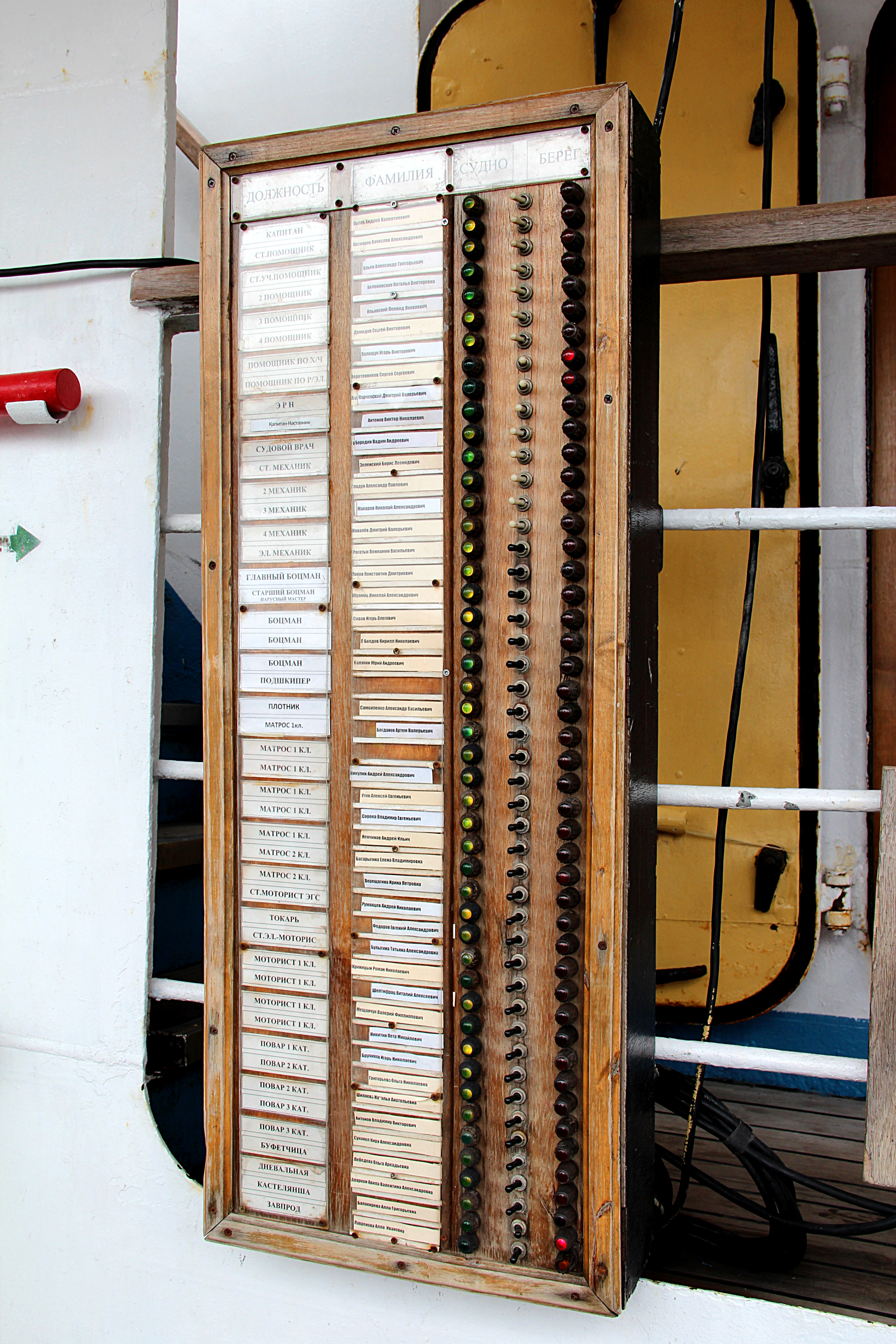
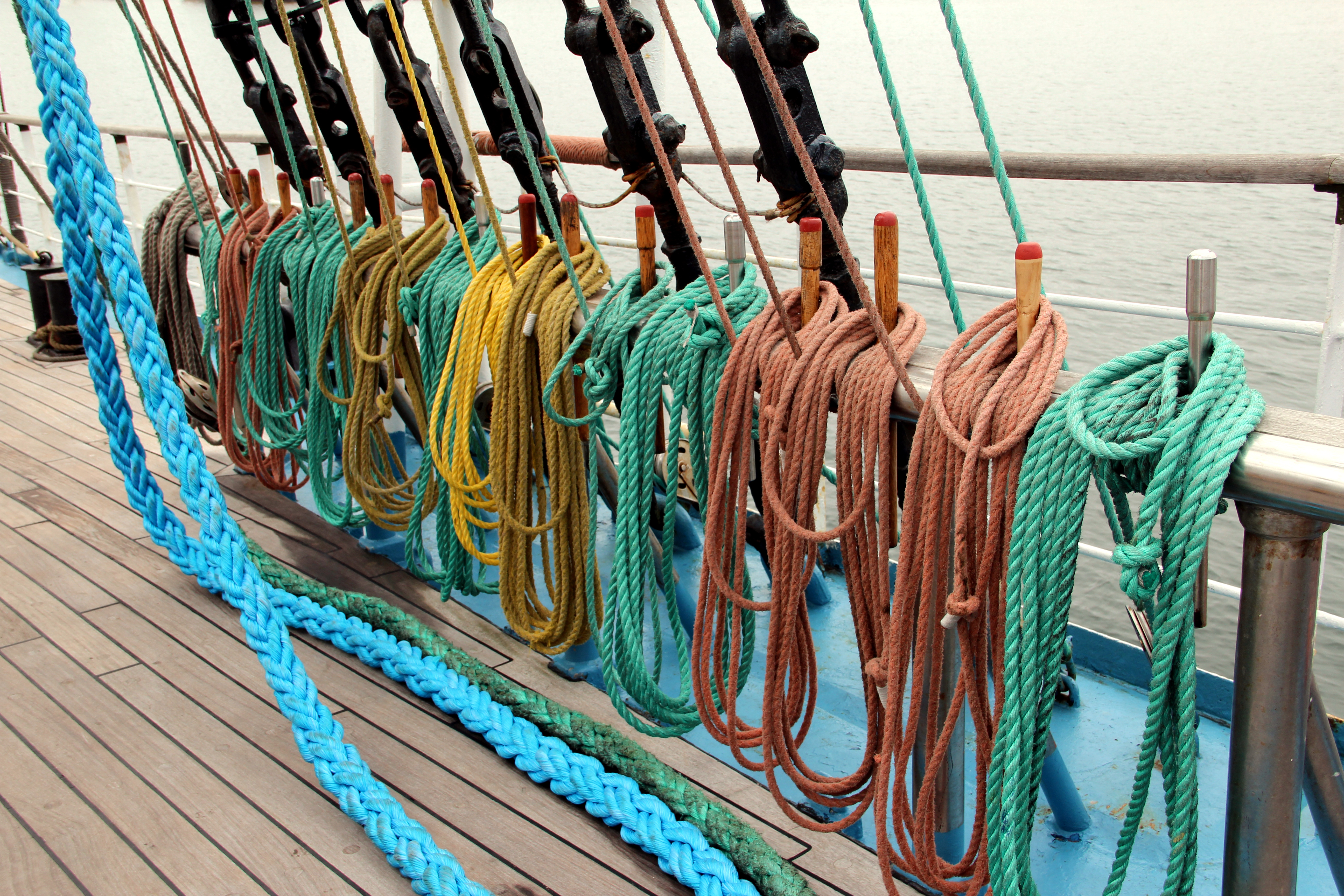
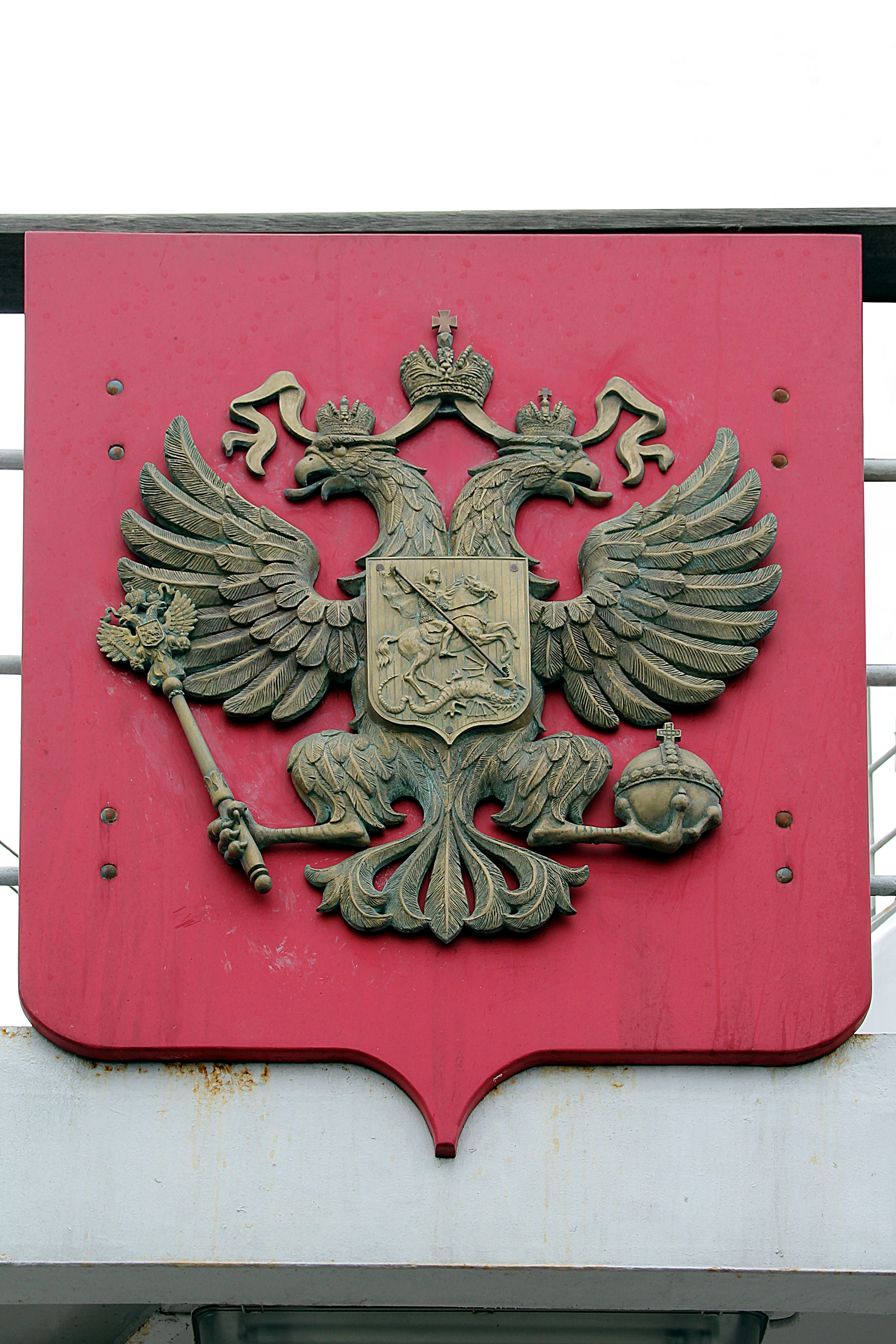
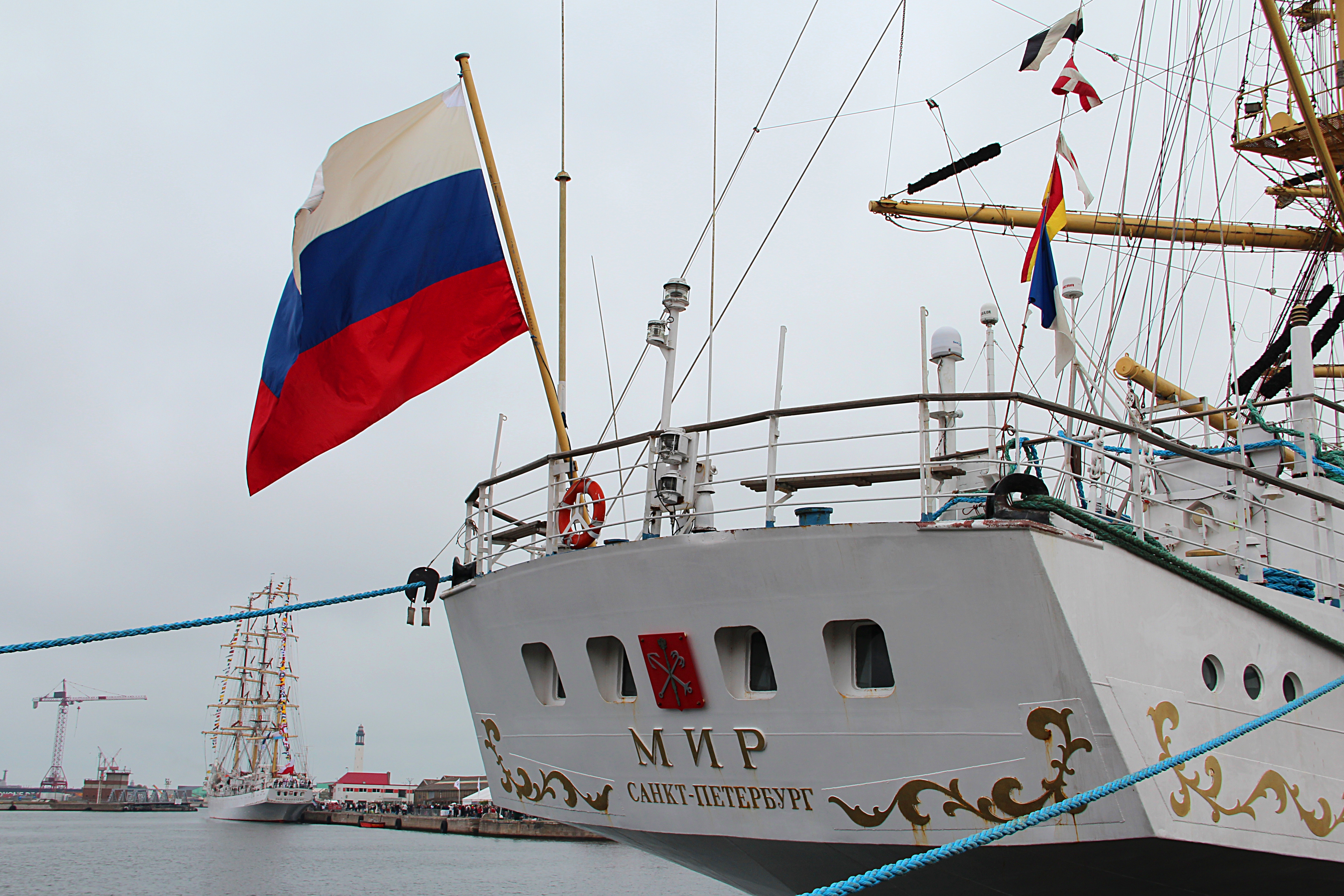

## Rassemblements de grands voiliers
Il participe aux armadas de Rouen :
- en 1999 (Armada du siècle),
- en 2003 (Armada Rouen 2003),
- en 2008 (Armada 2008) ; il fut à côté de l’Amerigo Vespucci qui n'était pas venu depuis la première Armada de Rouen en 1989,
- en 2013 (Armada 2013),
- en 2019 (Armada 2019).

Présent au rassemblement de voiliers à Dunkerque du 30 mai au 2 juin 2013.
Il était présent à la Mediterranean Tall Ships Regatta 2013 et fit escale à la Toulon Voiles de Légende du 27 au 30 septembre 2013.
Il était présent aux Grandes Voiles du Havre début septembre 2017.
Il est présent à Rouen du 7 au 14 octobre 2018 et sera présent à Bordeaux en 2018 au rassemblement des grands voiliers, la Tall Ship's Regatta Bordeaux 2018 du 14 au 18 juin 2019.